# Una vacante imprevista
Una vacante imprevista ("The Casual Vacancy" en inglés) es la primera novela para adultos de J. K. Rowling, la autora británica conocida, ante todo, por ser la creadora de la serie de libros Harry Potter.
De 512 páginas (608 en la traducción al castellano de Gemma Rovira y Patricia Antón), la novela salió a la venta el 27 de septiembre de 2012, pero ya antes de su lanzamiento, el libro acumulaba más de un millón de pedidos.
La trama narra los enfrentamientos y divisiones que se suscitan por una vacante en el consejo parroquial en un pequeño pueblo inglés.
La novela fue recibida por los críticos con opiniones encontradas. Michiko Kakutani, del New York Times, la considera «tan intencionadamente banal, tan deprimentemente estereotipada que no es solo decepcionante, sino también aburrida». Theo Tait, de The Guardian, le reprocha recurrir a «situaciones tipo y clichés» y sostiene que aunque es «ambiciosa en sus temas, es definitivamente rutinaria en su estilo». Para Lev Grossman, en cambio, de la revista Time, «es una gran novela de la Inglaterra contemporánea, ambiciosa, brillante, irreverente, divertida, profundamente triste y magníficamente expresiva». Mientras tanto, los fans de Harry Potter-Rowling no esperaron a que Salamandra editara la novela en español e iniciaron el mismo mes de septiembre «un proyecto de traducción colectiva». Salamandra, por su parte, adelantó el lanzamiento de la nueva obra, que estaba previsto para 2013, al 19 diciembre, simultáneamente en España y América Latina y tanto en papel como en versión digital.
En 2015, la HBO realizó Una vacante imprevista, una miniserie televisiva basada en la novela. La adaptación fue realizada por Sarah Phelps y se trasmitió por la BBC.
La novela trata temas como la violencia familiar, la autolesión, el sexo inseguro entre adolescentes, el alcoholismo, la drogadicción, el tabaquismo y el acoso escolar, entre otros.